# Стенлі Маккристал
Стенлі Ален Маккристал (англ. Stanley Allen McChrystal, Stanley A. McChrystal; нар.14 серпня 1954, Форт Лівенворт) — воєначальник ЗС США, генерал армії США (2009). У 2003—2008 рр. — командувач Об'єднаного Командування спеціальних операцій США. У 2009—2010 рр. — командувач Міжнародними силами сприяння безпеці в Афганістані.

## Освіта
- Центр підготовки сил спеціальних операцій армії США
- Сент-Джонський коледж Вищої школи[en]
- Військово-морський коледж
- Гарвардський університет
- бакалавр військових наук військового училища СВ США Вест-Пойнт (1976)
- магістр в галузі національної безпеки і стратегічних досліджень Військової академії ВМС США
- магістр в галузі міжнародних відносин Університету Сальве Регіни[en], Ньюпорт (Род-Айленд).

## Служба у ЗС США
1972—1976 — курсант військового училища СВ США Вест-Пойнт.
82-а ПДД

- 1976—1978 — командир взводу (взвод важкого озброєння 3-ї парашутно-десантної роти «С», 1-го ПДБ 504-го ПДП 82-ї ПДД, молодший 2-й лейтенант)
- 1978—1978 — командир взводу, заступник командира роти (3-я парашутно-десантна рота 1-го пдб 504-го пдп 82-ї пдд, молодший 2-й — старший 1-й лейтенант)
- 1978—1979 — курсант офіцерського відділення Школи підготовки особового складу спеціального призначення СВ США (в/ч «Форт Брегг», старший 1-й лейтенант)

7-ма група ССО

- 1978—1980 — командир ДРГ (1-а рота 1-го батальйону 7-го полку спеціального призначення СВ, старший 1-й лейтенант)
- 1980—1981 — курсант офіцерських курсів удосконалення Школи підготовки особового складу СВ США (в/ч «Форт Беннінг», старший 1-й лейтенант-капітан)
- 1981—1982 — офіцер військової розвідки (офіцер забезпечення при групі ООН, Республіка Корея, капітан)

24-та дивізія СВ

- 1982—1982 — офіцер штабу дивізії (начальник відділу штабу 24-ї дивізії СВ США, в/ч «Форт Стюарт», капітан)
- 1982—1984 — командир роти спеціального призначення (1-а рота спеціального призначення 3-го окремого розвідувального батальйону 19-го полку 24-ї дивізії СВ США, капітан)
- 1984—1985 — начальник штабу батальйону (орб 19-го полку 24-ї дивізії СВ США, капітан)

75-й полк рейнджерів

- 1985—1986 — офіцер штабу батальйону (3-й ПДБ 75-го ПДП, капітан)
- 1986—1987 — командир роти (1-а рота 3-го ПДБ 75-го ПДП, капітан)
- 1987—1989 — начальник штабу батальйону (3-й ПДБ 75-го ПДП, капітан)
- 1989—1990 — слухач військової академії (Військова академія ВМС, м. Ньюпорт штату Род-Айленд, майор)
- 1990—1993 — співробітник центрального апарату Командування спецоперацій МО США (Командування спеціальних операцій, майор-підполковник). В якості співробітника УСО брав участь у плануванні застосування сил спеціального призначення в операції «Буря в пустелітелі»
- 1993—1994 — командир батальйону (2-й ПДБ 504-го ПДП, підполковник)
- 1994—1996 — командир батальйону (2-й ПДБ 75-го ПДП, підполковник)

- 1996—1997 — на викладацькій роботі (запрошений на викладача Школи державного управління імені Джона Ф. Кеннеді Гарвардського університету, підполковник-полковник)
- 1997—1999 — командир полку (75-го полку рейнджерів, полковник)
- 1999—2000 — на науково-дослідній роботі (запрошений на наукового співробітника до «Ради з міжнародних відносин», Нью-Йорк, полковник)
- 2000—2001 — начальник штабу дивізії[1] (82-га пдд, полковник-бригадний генерал)
- 2001 — одночасно командувач загальновійськовим угрупованням СВ США в Кувейті (англ. Combined Joint Task Force-Kuwait)
- 2001—2002 — начальник штабу корпусу (бригадний генерал)
- 2002 — начальник штабу загальновійськової армії (180-а, 82-е оперативне угруповання[en] ЗС США, контингент ЗС США в Афганістані, англ. Combined Joint Task Force-180, бригадний генерал)
- 2002—2003 — заступник начальника управління (оперативне управління апарату ОКНШ, бригадний генерал)
- 2003—2008 — начальник управління[2][3] (УСО ГУ ССО, бригадний генерал — генерал-лейтенант). Брав участь в розробці плану захоплення Саддама Хусейна і розробці операції з ліквідації Абу аз-Заркаві
- 2008—2009 — помічник голови ОКНШ[4] (генерал-лейтенант)
- 2009—2010 — командувач загальновійськовою армією (82-е оперативне угруповання ЗС США) і одночасно Міжнародними силами сприяння безпеці в Афганістані (генерал СВ)

## Порядок надання військових звань
| Знак розрізнення | Військове звання         | Дата               |
| ---------------- | ------------------------ | ------------------ |
|                  | Генерал                  | 11 червня 2009 р.  |
|                  | Генерал-лейтенант        | 16 лютого 2006 р.  |
|                  | Генерал-майор            | 01 травня 2004 р.  |
|                  | Бригадний генерал        | 01 січня 2001 р.   |
|                  | Полковник                | 01 вересня 1996 р. |
|                  | Підполковник             | 01 вересня 1992 р. |
|                  | Майор                    | 01 червня 1987 р.  |
|                  | Капітан                  | 01 серпня 1980 р.  |
|                  | Старший (1-й) лейтенант  | 02 червня 1978 р.  |
|                  | Молодший (2-й) лейтенант | 02 червня 1976 р.  |

## Відставка
22 червня 2010 р. в журналі «Rolling Stone» вийшла стаття, де Маккристал допустив ряд різких висловлювань на адресу посла США в Афганістані Карла Ейкенбері. Також він уїдливо відгукнувся про віце-президента Д. Байдена і спецпредставника США в Афганістані й Пакистані Р. Голбрука. Незважаючи на те, що Маккристал відразу після цього вибачився за свої слова, ця скандальна публікація викликала гнів президента США Б. Обами, після чого генерал подав у відставку. 23 червня відставка була прийнята.
28 червня Маккристал заявив, що має намір звільнитися з військової служби. Хоча, згідно з американськими законами, повний генерал міг вийти у відставку тільки через три роки після надання військового звання, в Білому домі зробили для С. Маккристала виняток, і він звільнився зі Збройних Сил 23 липня 2010 р..
У 2017 р. вийшов фільм «Машина війни», у ролі прототипу генерала Стенлі Маккристала був Бред Пітт.

## Діяльність по відставці
У серпні 2010 р. Єльський університет оголосив, що він запросив Маккристала вести семінар для студентів магістратури з сучасного лідерства в Інституті глобальних досліджень імені Джексона.
У листопаді 2010 р. стало відомо, що Маккристал став членом правління пасажирської авіакомпанії «JetBlue Airways». На початку 2011 р. Маккристал заснував власну консалтингову компанію «McChrystal Group». У лютому 2011 р. Маккристал увійшов до ради директорів компанії «Navistar International», найбільшого виробника вантажних автомобілів для американської армії.
У грудні 2011 р. Маккристал був призначений бути головою ради директорів компанії «Siemens Government Technologies», нового підрозділу концерну «Siemens», створеного для роботи з замовленнями від американського уряду.

## Особисте життя
Сім'я Маккристала має ірландсько-шотландське походження. Його батько, Герберт Маккристал-молодший служив в армії США в окупованій Німеччині, Кореї та В'єтнамі, пізніше працював в Пентагоні і пішов із армії у званні генерал-майора. Стенлі був четвертою дитиною в сім'ї з п'яти хлопчиків і дівчинки: всі вони так чи інакше пов'язали своє життя з армією.
Володіє іспанською мовою.
Одружений з квітня 1977 р. Є батьком єдиного сина.

## Відзнаки
За інформацією Ради з міжнародних відносин:
| Знак піхотного експерта                                                |
| Значок парашутиста США                                                 |
| Знак ідентифікації офіцера Об'єднаного комітету начальників штабів США |
| Нарукавна нашивка Сил спеціальних операцій Армії США                   |
| Нарукавна нашивка рейнджера                                            |
| Знак парашутиста Великої Британії                                      |
| Бойова зірка                                                           |
| Нагорода за видатну єдність військової частини                         |
| Стрічка служби за кордоном                                             |
| Стрічка армійської служби                                              |
| Експедиційна медаль Збройних Сил США                                   |
| Експедиційна медаль за війну з глобальним тероризмом                   |
| Медаль за службу у війні з глобальним тероризмом                       |
| Медаль «За службу із захисту Кореї»                                    |
| Медаль за гуманітарну допомогу                                         |
| Похвальна медаль армії                                                 |

## Праці
- (укр.)Маккристал Стенлі, «Команда команд [Архівовано 12 жовтня 2018 у Wayback Machine.]: Нові правила взаємодії у складному світі», 2018 р., 384 с. — ISBN 978-617-577-118-1.
- (англ.)McChrystal, Stanley (2013). My Share of the Task: A Memoir. New York: Portfolio/Penguin. ISBN 9781591844754. OCLC 780480413.
- (англ.)McChrystal, Stanley; Collins, Tantum; Silverman, David; Fussell, Chris (2015). Team of Teams: New Rules of Engagement for a Complex World. New York: Portfolio/Penguin. ISBN 9781591847489. OCLC 881094064.